# Ju Se-jong
Đây là một tên người Triều Tiên, họ là Ju.
Ju Se-jong (tiếng Hàn: 주세종; phát âm tiếng Hàn Quốc: [tɕu.se̞.dʑoŋ]; Hán-Việt: Chu Thế Chung; sinh ngày 30 tháng 10 năm 1990) là một cầu thủ bóng đá Hàn Quốc hiện tại thi đấu ở vị trí tiền vệ cho FC Seoul ở K League 1.

## Sự nghiệp câu lạc bộ

### Busan IPark
Ju ra mắt ở giải vô địch cho Busan IPark khi vào sân từ ghế dự bị trong thất bại 6-0 trên sân khách trước FC Seoul ngày 21 tháng 7 năm 2012. Lần ra sân từ đầu của anh xảy ra 2 năm sau đó trong trận đấu tại giải vô địch trước Gyeongnam ngày 4 tháng 5 năm 2014. Ju ghi bàn thắng đầu tiên cho câu lạc bộ trong trận đấu ở Cúp FA trước Suwon City ngày 16 tháng 7 năm 2014, IPark giành chiến thắng 3-2 sau hiệp phụ. Bàn thắng đầu tiên tại giải vô địch của anh có được một tháng sau đó trong chiến thắng 4-2 trước Seongnam FC. Ju trở thành cầu thủ ra sân thường xuyên và quan trọng cho IPark ở nửa sau mùa giải K League 2014 1. Anh kết thúc mùa giải với 5 pha kiến tạo, nhiều nhất câu lạc bộ, và 3 lần có tên trong 'Đội hình tiêu biểu' K League 1.
Ju tiếp tục ra sân thường xuyên trong mùa giải 2015, và IPark phải xuống chơi tại K League 2.

### FC Seoul
Ju gia nhập FC Seoul ngày 8 tháng 1 năm 2016.

## Sự nghiệp quốc tế
Ju ra mắt cho đội tuyển quốc gia Hàn Quốc ngày 11 tháng 6 năm 2015, ra sân từ ghế dự bị trong chiến thắng 3-0 trước UAE. Sau đó anh được chọn vào đội hình thi đấu Cúp bóng đá Đông Á. Anh có một lần ra sân, trong trận hòa 1-1 trước Nhật Bản, và Hàn Quốc đoạt chức vô địch.
Vào tháng 5 năm 2018 anh có tên trong đội hình sơ loại 28 người tham dự Giải bóng đá vô địch thế giới 2018 ở Nga.

## Bàn thắng quốc tế
Tính đến trận đấu diễn ra ngày 1 tháng 6 năm 2016. Tỉ số Hàn Quốc được để trước, cột kết quả biểu thị tỉ soos sau mỗi bàn thắng của Ju Se-jong.
| #  | Ngày               | Địa điểm                     | Trận thứ | Đối thủ     | Bàn thắng | Kết quả | Giải đấu |
| -- | ------------------ | ---------------------------- | -------- | ----------- | --------- | ------- | -------- |
| 1. | 1 tháng 6 năm 2016 | Red Bull Arena, Salzburg, Áo | 4        | Tây Ban Nha | 1–5       | 1–6     | Giao hữu |

## Thống kê sự nghiệp câu lạc bộ
Tính đến 31 tháng 10 năm 2020
| Thành tích câu lạc bộ | Thành tích câu lạc bộ     | Thành tích câu lạc bộ | Giải vô địch | Giải vô địch | Cúp     | Cúp       | Play-off | Play-off  | Châu lục | Châu lục  | Tổng cộng | Tổng cộng |
| Mùa giải              | Câu lạc bộ                | Giải vô địch          | Số trận      | Bàn thắng    | Số trận | Bàn thắng | Số trận  | Bàn thắng | Số trận  | Bàn thắng | Số trận   | Bàn thắng |
| Hàn Quốc              | Hàn Quốc                  | Hàn Quốc              | Giải vô địch | Giải vô địch | Cúp KFA | Cúp KFA   | Play-off | Play-off  | ACL      | ACL       | Tổng cộng | Tổng cộng |
| --------------------- | ------------------------- | --------------------- | ------------ | ------------ | ------- | --------- | -------- | --------- | -------- | --------- | --------- | --------- |
| 2012                  | Busan                     | K League 1            | 1            | 0            | 0       | 0         | -        | -         | -        | -         | 1         | 0         |
| 2013                  | Busan                     | K League 1            | 0            | 0            | 0       | 0         | -        | -         | -        | -         | 0         | 0         |
| 2014                  | Busan                     | K League 1            | 22           | 2            | 3       | 1         | -        | -         | -        | -         | 25        | 3         |
| 2015                  | Busan                     | K League 1            | 35           | 3            | 1       | 0         | 1        | 0         | -        | -         | 37        | 3         |
| 2016                  | FC Seoul                  | K League 1            | 30           | 4            | 3       | 1         | -        | -         | 9        | 1         | 42        | 6         |
| 2017                  | FC Seoul                  | K League 1            | 35           | 0            | 2       | 0         | —        | —         | 5        | 0         | 42        | 0         |
| 2018                  | Asan Mugunghwa (quân đội) | K League 2            | 19           | 1            | 1       | 0         | —        | —         | —        | —         | 20        | 1         |
| 2019                  | Asan Mugunghwa (quân đội) | K League 2            | 21           | 2            | 0       | 0         | —        | —         | —        | —         | 21        | 2         |
| 2019                  | FC Seoul                  | K League 1            | 9            | 1            | —       | —         | —        | —         | —        | —         | 9         | 1         |
| 2020                  | FC Seoul                  | K League 1            | 16           | 0            | 2       | 0         | —        | —         | 2        | 0         | 20        | 0         |
| Tổng cộng sự nghiệp   | Tổng cộng sự nghiệp       | Tổng cộng sự nghiệp   | 188          | 13           | 13      | 2         | 1        | 0         | 16       | 1         | 218       | 16        |

## Danh hiệu

### Câu lạc bộ
FC Seoul
- K League 1 (1): 2016

### Quốc tế
Hàn Quốc
- Cúp bóng đá Đông Á (2): 2015, 2017